# DeLorean DMC–12
A DeLorean DMC–12 (általában egyszerűen csak a DeLorean [ejtsd:"dőlórien"] ) sportautót a John DeLorean által alapított DeLorean Motor Company gyártotta 1981-ben és 1982-ben elsődlegesen az amerikai autópiac számára. Az autónak különleges formát adó sirályszárnyajtói vannak és üvegszálas műanyagból készült „karosszériája”, amihez a nem teherhordó szálcsiszolt rozsdamentesacél-lemezeket rögzítették. A DeLorean egy módosított változata a Vissza a jövőbe filmtrilógiában szerepelt mint időgép, és így legenda lett.
Az első prototípus 1976 márciusában jelent meg, a gyártás pedig hivatalosan 1981-ben kezdődött el Dunmurryben, az észak-írországi Belfast egyik külvárosában. Az első DMC–12 január 21-én gördült le a gyártósorról. Gyártása során az autó számos részét megváltoztatták, mint például a csomagtartó tetejének formáját, a kerekeket és a belsőt is. Körülbelül 9000 darab DMC–12 készült el, mielőtt 1982 végén a gyártást leállították.
A DMC–12 volt az egyetlen típus, amit a cég gyártott. A DeLorean Motor Companyt ugyanis felszámolták, mivel rövid működése során az 1980-as évek elején az amerikai autópiac az 1930-as évek óta az egyik legnagyobb pangásán ment keresztül. A bukást továbbá az autó különlegessége is okozta, hiszen a rozsdamentes anyagok drágák, és John DeLoreannek nem volt elég forrása a gyártás további finanszírozásához. Elpártoltak tőle a támogatók, a hírneve is megkopott, még drogcsempészettel is megvádolták. A DMC–12-esek azonban nem tűntek el teljesen, mert még több ezer példány létezhet, és Európában is számos van közülük, rajongói és tulajdonosi klubok alakultak világszerte. Igazi autókülönlegességként rendszeresen feltűnnek különböző rendezvényeken. Része lett a modern kultúrának, hiszen filmek, videóklipek, rajzfilmek és videojátékok szereplője.
Egy texasi vállalkozó, Stephen Wynne 1995-ben különálló cégként megalapította a DeLorean Motor Company nevet viselő vállalkozást, majd nem sokkal azután megszerezte a DMC-logó védjegyét, valamint az eredeti DeLorean Motor Company megmaradt alkatrészkészletét. Ez a vállalkozás, amely Texasban, Houston Humble nevű külvárosában működik, megrendelésre újonnan összeszerelt autókat is készít, de még az eredeti készletből vagy az eredeti beszállítótól származó, illetve utángyártott alkatrészekből és a létező alvázszámplakettek (VIN) felhasználásával.

## Története
John DeLorean szülei révén erdélyi román–magyar származású amerikai mérnök, aki kezdetben a Chryslernél, majd az amerikai luxusautókat gyártó Packardnál dolgozott, aztán a General Motorsnál a Pontiac igazgatója lett, majd 1969-től már a Chevroletet bízták rá. A fizetése ekkor már évi 200 000 amerikai dollár volt, amihez 400 000 dolláros éves bónusz prémium is járt. Csodálatos karriert épített, ennek ellenére 1973-ban felmondott és saját álmai megvalósításába kezdett. 1975-ben megalapította a Delorean Motor Companyt, mert elege lett abból, hogy öt-hat év után használhatatlanná váltak az akkoriban forgalmazott autók, és ő olyat akart készíteni, ami hosszú életű sportkocsi és sokáig kiszolgálja a tulajdonosát.
1976 októberében William T. Collins, a cég vezető mérnöke és tervezője (korábban vezető mérnök a Pontiacnél) befejezte a DeLorean DMC–12 első prototípusát. Eredetileg az autó erőforrása egy Citroën/NSU (Comotor) gyártmányú Wankel forgótárcsás motor lett volna, de miután a Comotor beszüntette a gyártást, a következő jelölt a Ford Motor Company „Cologne V6” nevű motorja volt. Végül a svéd–francia PRV (Peugeot–Renault–Volvo) befecskendezéses V6-os motort választották. A motor helyzetét is megváltoztatták: áthelyezték hátulra. A tervek szerint egy új és nem tesztelt technológiát használtak volna a karosszéria gyártására, az ERM-et (Elastic Reservoir Molding, két üvegszálas műanyag lap közé beinjektált, műgyantával impregnált poliuretánhabból összeállított szerkezet préselése a megfelelő formára). Ezáltal az autó könnyebb lehetett volna, és a gyártási költségek is csökkenhettek volna. Ez az új technológia, aminek a használati jogát DeLorean megvásárolta, végül nem bizonyult megfelelőnek.

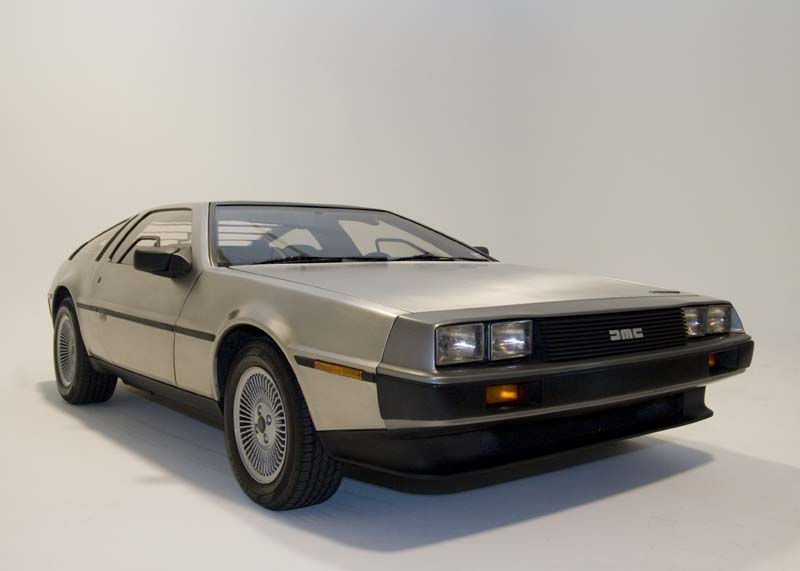
DeLorean DMC–12 csukott sirályszárnyajtókkal

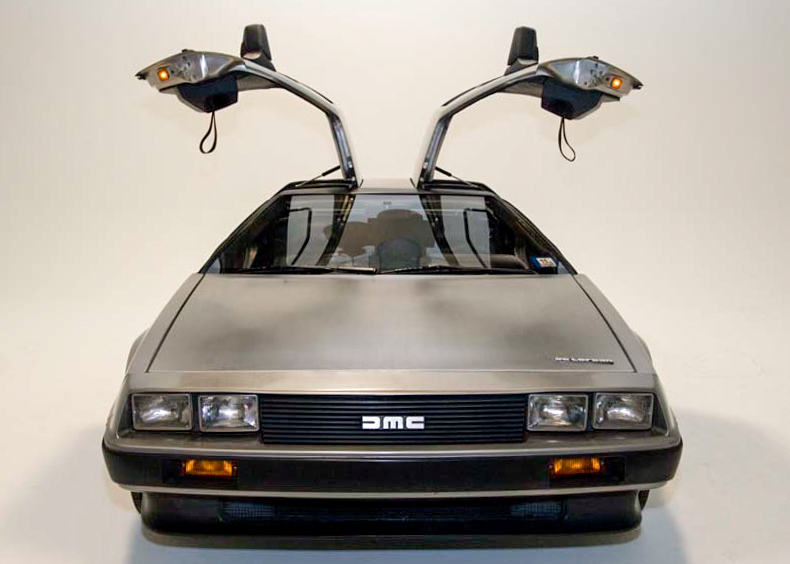
DeLorean DMC–12 elölről, nyitott sirályszárnyajtókkal

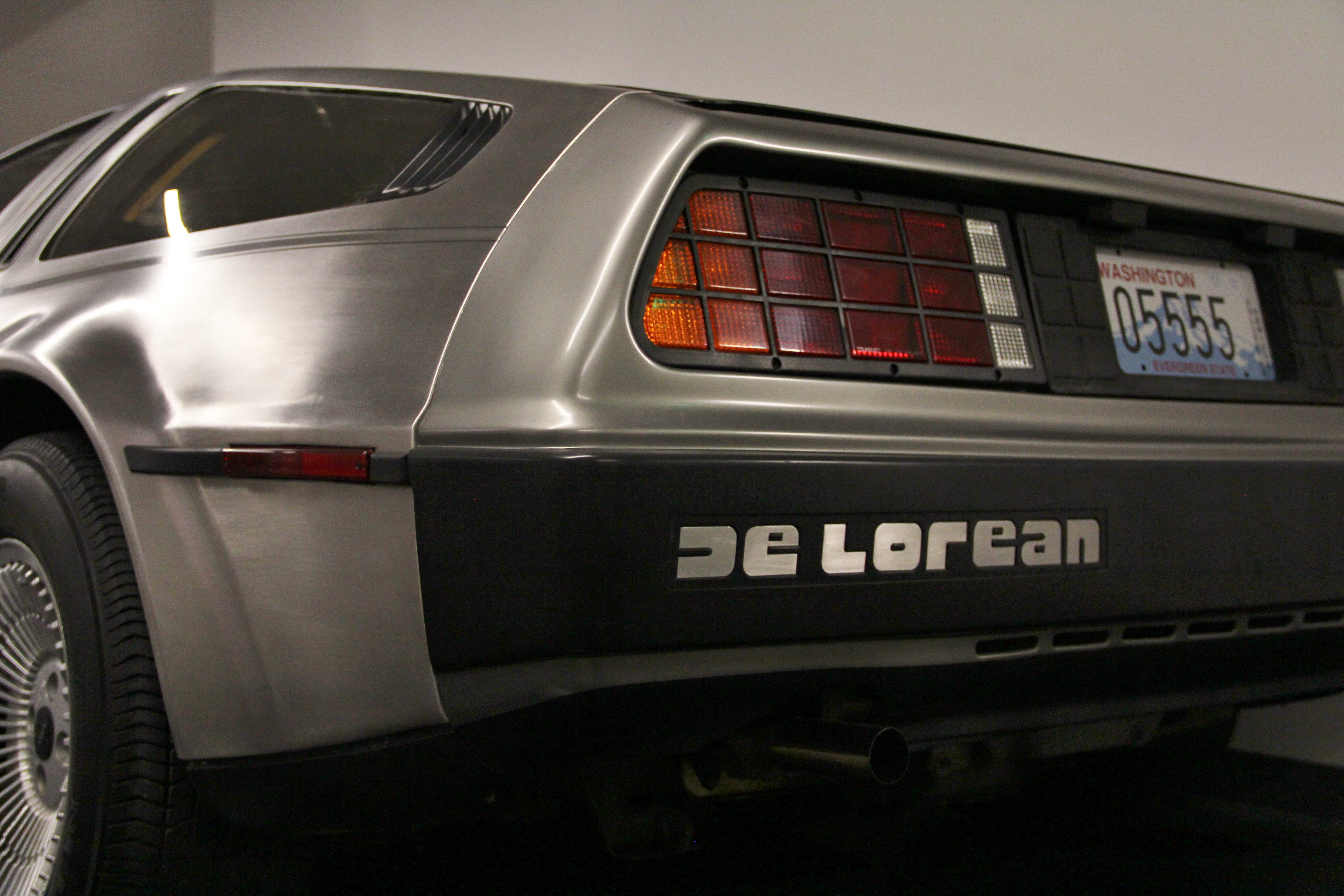
Hátsó nézet

Ez és az eredeti tervhez képest történt egyéb változtatások komoly csúszáshoz vezettek a gyártási ütemezésben. Úgy volt, hogy az egész autót majdnem teljesen újra kellett tervezni, amit Colin Chapman angol versenyautó-konstruktőrre, a Lotus alapítójára és tulajdonosára bíztak. Chapman a legtöbb kipróbálatlan anyagot és gyártástechnológiát lecserélte a Lotus által akkoriban használtakra. Az alváz nagyon hasonló a Lotus Espritéhez. Az eredeti, Giorgetto Giugiaro által tervezett karosszériát nagyjából változatlanul hagyták, ugyanúgy, mint a feltűnő rozsdamentesacél-lemezeket és a sirályszárnyajtókat. Az autó karosszériája nagyon hasonlít az 1969-ben szintén Giugaro által tervezett Alfa Romeo 33 Iguanára.
A texasi DeLorean Motor Company alelnökével, James Espey-vel készült egyik interjú során előkerült rajzon az látszott, hogy az autót eredetileg Z Taviónak akarták hívni. John DeLorean második keresztneve Zachary, és a fiát is így hívták, a Tavio pedig az apja keresztneve és a fia második keresztneve. A meglehetősen szegényes dokumentáció ennél alig tartalmaz többet a Z Tavio névről és arról, hogy miért választották a DMC–12 nevet.
DeLoreannek 175 millió dollárra volt szüksége az autógyár megépítéséhez. Olyan hollywoodi hírességeket győzött meg arról, hogy a vállalkozásba fektessenek, mint Johnny Carson és Sammy Davis Jr. Így végül pár kilométerre Belfast központjától, az észak-írországi Dunmurryben megépülhetett a DMC–12-gyár.
A DeLorean Motor Company a gyárat eredeti szándék szerint Puerto Ricóban építette volna meg, de megváltoztatták a döntésüket, amikor az Észak-Írországi Fejlesztési Ügynökség (Northern Ireland Development Agency, NIDA) 100 millió fontot ajánlott fel, annak ellenére, hogy a NIDA által felbérelt szakértői csoport az üzleti siker esélyét egy tízes skálán egyre értékelte.
A gyár építése 1978 októberében kezdődött el, és bár a DMC–12 gyártását 1979-re tervezték, végül tervezési problémák és túlköltekezések miatt csak 1981 elején indulhatott meg az összeszerelés. Ebben az időben Észak-Írországban a munkanélküliségi ráta nagyon magas volt, és a helyi lakosok sorban álltak a gyárnál munkáért. A munkások nagy részének nem volt autóipari munkatapasztalata, viszont mégis prémium szintű fizetést és a lehető legjobb felszereléseket kapták. A legtöbb minőséggel kapcsolatos problémát 1982-re megoldották, és a kereskedők az autókat 12 hónapos, illetve 12 000 mérföldes (19 300 km) garanciával árulták, valamint lehetett hozzá ötéves, illetve 50 000 mérföldes (80 000 km) kiterjesztett garanciát vásárolni.
A DeLorean Motor Company 1982 végén ment csődbe, miután John DeLoreant ugyanezen év októberében letartóztatták drogkereskedelem vádjával. Később úgy találták, hogy nem bűnös, de már túl késő volt ahhoz, hogy a DMC–12-gyártásban tudjon maradni. Körülbelül száz, a gyártósoron levő, részlegesen összeszerelt DMC-t befejezett a Consolidated International (most Big Lotsnak hívják). A gyári készletből származó maradék alkatrészeket, az amerikai garanciális alkatrészközpont alkatrészeit és az eredeti beszállítóktól a gyárba még nem leszállított alkatrészeket is az ohiói Colombusba szállították 1983–1984-ben. Egy KAPAC nevű cég ezeket az alkatrészeket kis- és nagykereskedőknek árulta postai szállítással. 1997-ben a texasi DeLorean Motor Company megvette ezt a készletet. Hosszú időn keresztül keringtek pletykák arról, hogy a karosszéria sajtolóelemeit az óceán mélyére süllyesztették, hogy meggátolják a későbbi gyártást. A hír részben igaz volt, hiszen ezeket az elemeket a connemarai Ards Bayben halhálók rögzítésére használták egy halfarmon.
1981 januárja és 1982 decembere között nagyjából 9200 db DMC–12-t gyártottak, ennek majdnem ötödét 1981 októberében. Körülbelül 1000 darab 1982-es modellt gyártottak 1982 februárja és májusa között; ezeknek az alvázszámát megváltoztatták, miután a Consolidated International megvette őket, hogy 1983-as autóknak tűnjenek. Ezek a 15xxx-es, 16xxx-es és 17xxx-es alvázszámok, melyek eredetileg 10xxx, 11xxx és 12xxx kezdetűek voltak. Mára összesen 12 darab 12xxx alvázszámú autó maradt fenn. Ezek a Wooler-Hodec jobbkormányos autók (lásd lentebb).
A rövid életű vállalkozás szerencsétlensége, hogy pont akkor működött, amikor az 1980-as évek elején az amerikai autópiac az 1930-as évektől számított egyik legnagyobb pangásán ment keresztül. A bukást még az is segítette, hogy a korát jóval megelőző modellbe épített rozsdamentes anyagok sokba kerültek, és DeLoreannek nem volt elég forrása a vállalat további finanszírozásához.
Az autó igazi népszerűsége pedig éppen akkor kezdett el nőni, amikor a gyár már nem létezett. A DeLorean DMC–12-nek komoly filmes támogatást jelentett, amikor 1985-ben bemutatták a Vissza a jövőbe sci-fi-vígjátékot. Ez a film és az ottani szereplésből fakadó márkajog elég szép jövedelmet biztosított John DeLoreannak és óriási hírverést jelentett az autónak. Ő közben tisztázta magát a drogkereskedés vádja alól, és aktív tagja lett az "Újjászületett keresztények" egyháznak. Viszont a pereskedés mindenét felemésztette, és 1999-ben a személyes csőd is elérte. Az autógyártásba soha többet nem tudott visszakerülni.

## Felépítés
A DMC–12 rendelkezik pár sajátos, a felépítését tekintve szokatlan részlettel, ilyen például a sirályszárnyajtó, a festetlen rozsdamentesacél-karosszériaelemek és a hátulra beépített motor. Az alváz speciálisan kezelt acélból készült, melyre huszonöt év átrozsdásodás elleni garanciát vállaltak.

### Karosszéria
A DMC–12 karosszériáját Giorgetto Giugiaro, az Italdesign alapítója tervezte. A karosszériát szálcsiszolt, SS304-es kódnevű rozsdamentesacél-ötvözetből készült lemezek borítják. Három autó kivételével, amit 24 karátos arannyal vontak be, az összes DMC–12 festetlenül és lakkozatlanul hagyta el a gyárat. Léteznek lefényezett DeLoreanek, de mindet azután festették le, hogy megvették a gyártól. Több száz DMC-t gyártottak rozsdamentes acéllemezek nélkül is, a dolgozók oktatására, ezeket hívták „fekete autónak” vagy „öszvérnek” a fekete üvegszálas lemezek miatt, amiket a rozsdamentes lemezek helyett szereltek rájuk, azonban ezeket sohasem forgalmazták. A rozsdamentes szálcsiszolt acélelemeken levő felesleges kis karcolásokat el lehet távolítani egy „dörzsi szivacs” (a mosogatószivacs durvább oldala) segítségével. A fémből készült súroló nem megfelelő, mivel a lekopó vasszemcsék a dörzsölés során beragadhatnak a rozsdamentes acél csiszolataiba. Megfelelő finomságú csiszolópapír viszont szintén megfelelő lehet. A rozsdamentes acélpaneleket az üvegszál-erősítésű műanyagból készült héjszerkezetű karosszériához rögzítették, a karosszériát pedig a dupla Y formájú alvázhoz, amit a Lotus Espritéből alakítottak ki.

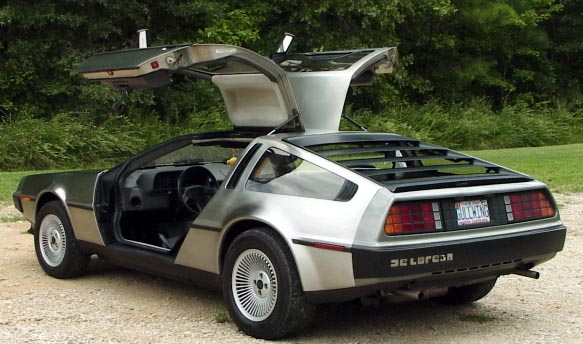
A festetlen rozsdamentes acél külső és a nyitott sirályszárny ajtó

A festetlen rozsdamentes acél nagy kihívást jelent az autók restaurálása során. A hagyományos karosszériajavítás során az elemet „kikalapálják”, amennyire lehet, a hibákat pedig gittelik. Ez nem jelent problémát a legtöbb autónál (azon kívül, hogy az elem így nem lesz olyan, mint a gyári), mivel a kitöltőt (a gittet) eltakarja a fényezés (például a legtöbb új autónál kitöltő rejti el a tető és az oldalfal illesztését). A festetlen rozsdamentes elemeknél az acélt pontosan az eredeti formájúra és mintázatúra kell megmunkálni, ami rendkívül nagy munka a hagyományos acélon (a horpadt vagy hajlott elemben mechanikai feszültség van, és karosszériakalapács vagy más technikák segítségével kell a feszültséget megszüntetni a fémben), és még nehezebb a rozsdamentes acélon az erőteljesebb felkeményedés miatt. Ezenfelül roppant bonyolult a rozsdamentes acél festése a festék tapadási problémái miatt. DeLorean úgy gondolta, hogy a sérült elemeket egyszerűen ki fogják cserélni a javítás helyett; ma minden DeLorean-szervizközpontban van legalább egy tapasztalt karosszériás, és több tíz évre elegendő új rozsdamentes lemez is elérhető a legtöbb esetben.
A DMC–12 másik eredeti vonása az, hogy sirályszárnyajtói vannak. A sirályszárnyajtók súlya megtartásának problémáját más gyártók máshogy oldották meg. A Mercedes 300 SL-ben az ajtók súlyának csökkentése, a Bricklin SV-1-ben pedig egy hidraulikus szivattyú segítségével, habár ezeknek a megoldásoknak – szerkezeti vagy kényelmi szempontból – megvan a maguk hátránya. A DMC–12-nek nehéz ajtói vannak, amiket nagyon alacsony hőmérsékleten előfeszített torziós rudak és légrugók működtetnek. Ezeket a torziós rudakat a Grumman Aerospace úgy fejlesztette ki (és az Unbrako – a pennsylvaniai Jenkintownban székelő SPS részlege – gyártotta le az Egyesült Királyságban), hogy elviselje az ajtók támasztásának igénybevételét. Népszerű tévhit a DMC–12 sirályszárnyajtóival kapcsolatban, hogy jóval nagyobb helyet igényelnek oldalirányban a kinyitásukkor, mint a hagyományos, oldalra nyíló ajtók, amikor parkolóban áll az autó. Valójában ennek éppen az ellenkezője az igaz: a DMC–12 jóval kisebb helyet igényel, mint az oldalra nyíló ajtók, és ezt könnyű fizikailag bizonyítani. Ez a tévhit onnan ered, hogy aki nem ismeri a DMC–12-t, a csuklópánt helyével sincs tisztában. Ezeknek az ajtóknak nyitáskor csak 26,4 cm helyre van szükségük az autó oldalától számítva, ami az ajtók nyitását és csukását (viszonylag) megkönnyíti zsúfolt helyeken is. Ugyanúgy, mint a Lamborghini Countach-ban, a DMC–12 ajtóin is kisebb, kivágott ablakok vannak, mert a teljes ablakot nem lehetne teljesen lehúzni az alacsony ajtók miatt.
Érdekesség, hogy az ajtókárpit megbontásakor feltűnhet, hogy a Delorean ajtaja össze van „firkálva” különböző gyártási információkkal, akár még a készítők neve is szerepelhet rajta.

### Motor és a meghajtás

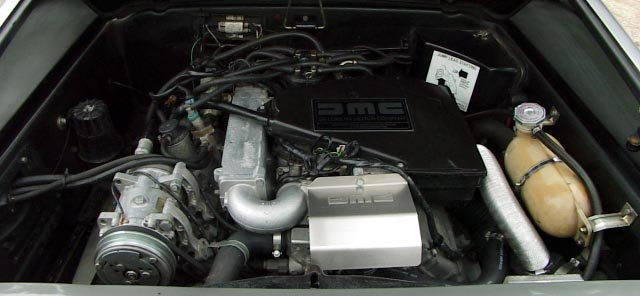
A DMC–12 2,8 literes PRV motorja

A motor 2,8 literes Peugeot–Renault–Volvo (PRV) V6-motor, melyet szerződés alapján külön az autó részére terveztek és építettek. Ez a Renault 20/30 2,7 literes V6-os motor továbbfejlesztett változata, amit az észak-franciaországi PRV gyárban, Douvrinban gyártottak. A forgattyúsház és a hengerfej könnyűfémből készült. Az eredetileg tervezett motor katalizátor nélküli verziója nagyobb teljesítmény elérésére volt képes, míg az amerikai emissziós törvények szerint módosított motor kevesebb lóerővel bírt. A sebességváltó is a PRV fejlesztése, melyet a normandiai Caen mellett található Renault-üzem készített. A motort és a sebességváltót hetente szállították Észak-Írországba, Dunmurrybe.

### Felfüggesztés
A DMC–12 alváza és felfüggesztése nagymértékben a Lotus Espritén alapul, négy független felfüggesztéssel, csavarrugókkal és teleszkópos lengéscsillapítókkal. Az első felfüggesztés kettős keresztlengőkaros, a hátsó pedig több lengőkaros. Az eredeti fejlesztési állapotában az autó állítólag nagyon jól kezelhető volt. Figyelembe véve, hogy a Lotus hírneve nagymértékben az általa gyártott autók jó kezelhetőségén alapult, a DMC–12 sima futása nem meglepő. Azonban, eddig megmagyarázatlan okokból, a Lotus által fejlesztett autó elejének magasságát megnövelték a gyártásba került autókon, kedvezőtlenül befolyásolva a kocsi kezelhetőségi adottságait. A Lotus tervrajzain tisztán látszik, hogy az eredeti terv is megfelelt az amerikai Nemzeti Közútiközlekedés-biztonsági Hatóság (National Highway Traffic Safety Administration, NHTSA) minimális lökhárító-, illetve fényszóró-magassági követelményeinek.
Más források szerint a törvényt szigorítani akarták, emiatt kellett az autó első magasságát megnövelni, azonban végül a törvény nem lépett életbe. Sok tulajdonos ebből következően lecserélte vagy módosította az első rugókat, hogy az autó első magasságát visszaállítsa az eredeti terveknek megfelelőre. A kormányzás fogasléces, 14,9:1-es kormányzási áttétellel, ami végállástól végállásig 2,65 kormányfordulatot és 10,67 m-es fordulókört eredményez. A DMC–12-t eredetileg könnyűfémöntvény felnikkel látták el, az első kerekek 14 hüvelyk átmérőjűek, 6 hüvelyk (15,2 cm) szélesek, a hátsók 15 hüvelykesek és 8 hüvelyk (20,3 cm) szélesek. Erre Goodyear NCT acélradiál gumikat szereltek. Mivel a motort az autó végébe helyezték, a DMC–12 tömegeloszlása 35% elöl, ill. 65% hátul. A DMC–12 mindegyik féke rásegített (szervo-) tárcsafék, az első kerekeken 10 hüvelykes, a hátsókon 10,5 hüvelykes tárcsákkal.

## Teljesítmény
John DeLorean eredetileg úgy gondolta, hogy az autó 200 lóerő körüli teljesítményű lenne, de végül egy 150 lóerős motornál állapodott meg. Azonban az Amerikai Egyesült Államok károsanyag-kibocsátási szabályozása miatt katalizátort kellett az autóba szerelni, hogy el lehessen adni. Emiatt 20 lóerővel csökkent az autó teljesítménye, ami súlyosan visszafogta a DMC–12-t. Ehhez társultak a felfüggesztés változtatásai, ami miatt az amerikai változat csalódást okozott. DeLorean összehasonlító irodalma szerint a DMC–12 8,8 másodperc alatt gyorsult óránkénti 60 mérföldes sebességre (96 km/h), ami az 1980-as évek elején tiszteletreméltó adat volt, a Road & Track magazin mérései szerint azonban 10,5 másodperc volt a tényleges érték. Lehetséges, hogy a gyári számokat egy Euro-spec autóval érték el, aminek 150 lóerős motorja volt. Az autó végsebessége a gyári adatok ellenére a forgalmazott példányokban 200 km/h alatt maradt.

## Árazás

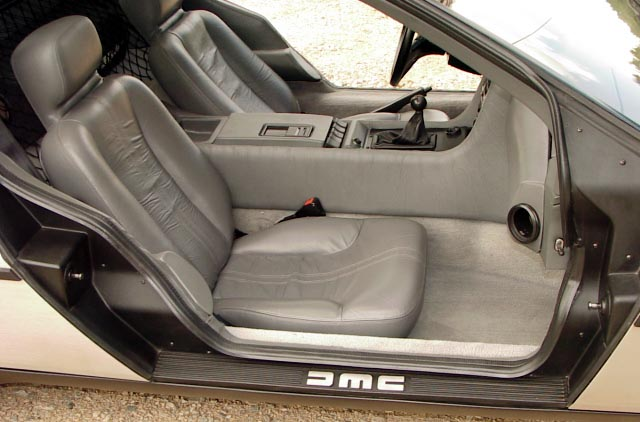
DMC–12 szürke belsővel és kézi váltóval

Az autót azért nevezték el DMC–12-nek, mert eredetileg 12 000 dollárért akarták árulni. Az új DMC–12-k javasolt fogyasztói ára 25 000 dollár volt (ennél még 650 dollárral több az automata sebességváltósaké); ez körülbelül 64 852 dollárnak felel meg 2013-ban. Hosszú várólisták voltak olyan emberekből, akik hajlandók voltak a listaárnál többet fizetni akár 10 000 dollárral is, azonban a DeLorean Motor Company összeomlása után az eladatlan autókat a kiskereskedelmi árnál olcsóbban lehetett megvásárolni.
A DMC–12 csak két gyári opcióval volt kapható: a kézi váltó nem járt külön költséggel, de lehetett automataváltóval is kérni az autót; lehetett még választani a szürke és a fekete belső között. A kereskedők számos kiegészítőt kínáltak, többek között ponyvát, szőnyegeket, fekete és szürke oldalsó csíkokat, poggyásztartót és síléctartót. Korabeli árakon az automataváltó 650, a takaróponyva 117, míg az oldalsó csík 87 dollárba került. A standard felszereltség a következő volt: rozsdamentesacél karosszériaelemek, sirályszárnyajtók alacsony hőmérsékleten kezelt torziós rudakkal, bőrülés és bőrkárpit, légkondicionáló, rádiósmagnó, elektromos ablakok és tükrök, központi zár, állítható kormány, színezett üvegek, oldalsó díszlécek, szakaszosan is működtethető ablaktörlők és hátsó ablakfűtés.

## Használata

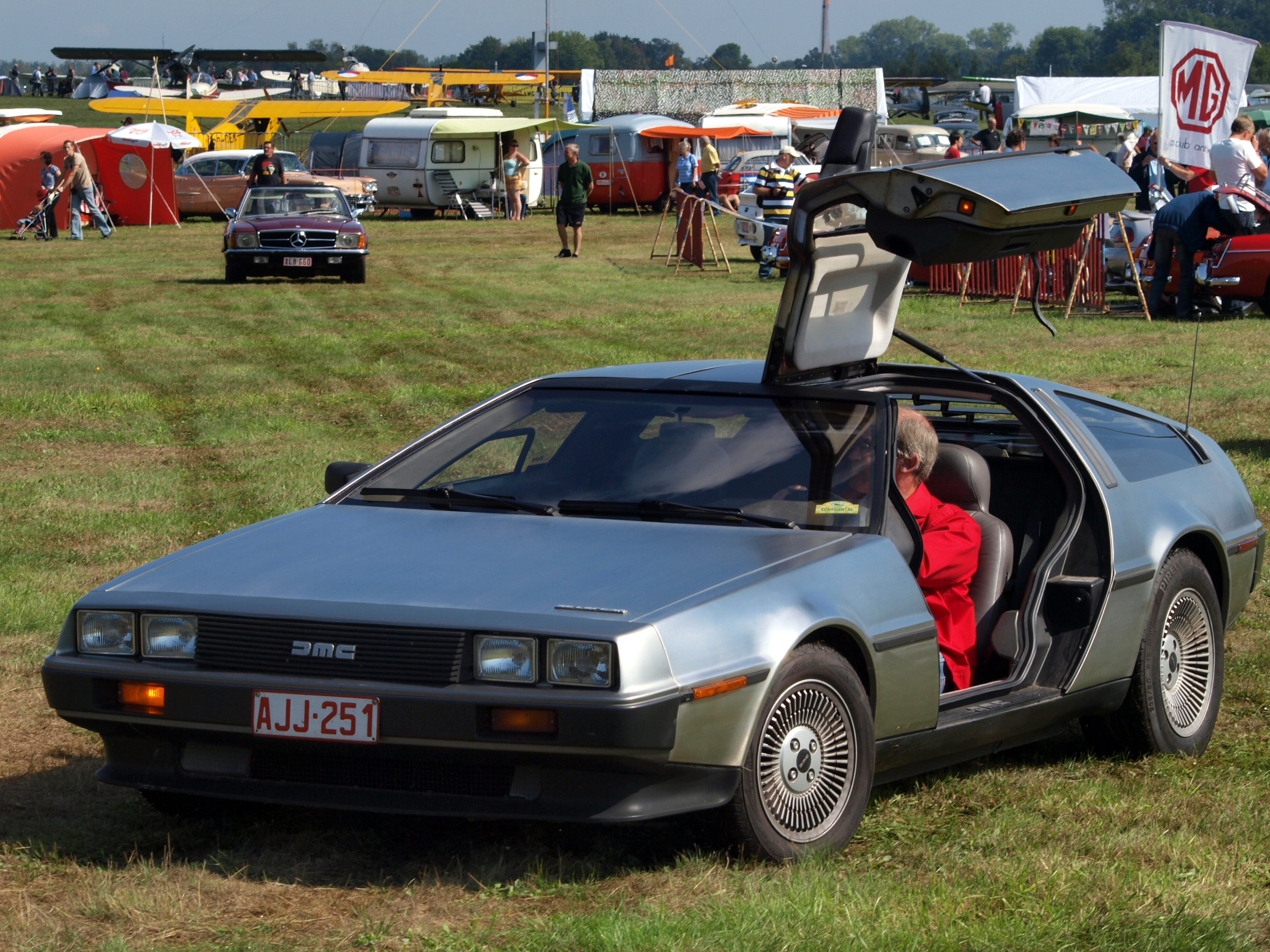
2010-ben Belgiumban szervezett nemzetközi veterán autó- és repülőtalálkozón

Igazi nemzetközi konstrukcióban készített kétüléses autó, amely sportautónak készült, de azért nem tartozott ebben a kategóriában az élmezőnyhöz. A karosszériáját olasz tervező álmodta meg, angol a felfüggesztése, északírek a gyártók, Peugeot–Renault–Volvo a motor, és mindezt még magyar származással is rendelkező korábbi vezető beosztású amerikai autóipari menedzser hozta össze.
A tulajdonosok véleménye szerint a DMC–12-eseknek nagyon ritkán voltak komolyabb problémái, persze ez is, hasonlóan más autókhoz csak rendszeres karbantartás esetén volt igaz. Különféle elektromos gondok mégis viszonylag gyakran előfordultak. Tipikusan az ablakok vagy a légkondicionáló meghibásodása jelentett bosszúságot. Odafigyelést igényelt az üzemanyag-adagoló rendszere is, és a sok állástól, amit ezek az autók hosszú életük során könnyen elszenvedhettek, ez a részük jellemzően idővel meghibásodott. Általánosságban a felhasználói szerint a hosszú időtartamra tervezett DeLorean azt szereti, ha rendszeresen használják is.
A futóműve stabil és kemény, elsősorban főutakra vagy autópályákra ideális, hiszen rosszabb utakon rázhat az autó. Az ablakai viszonylag kicsik, de ez rendszeres vezetése esetén könnyen megszokható, azonban nagyvárosban és zsúfolt forgalomban a használata nem előnyös. Szűk utcákba és forgalmas parkolóhelyekre nem való. A nagyobb növésűek részére nem biztos, hogy ideális az egyébként kényelmes autó. A 193 centiméter magas John DeLorean azt állította, hogy az autó magas embereknek is tökéletes, de valójában 185 centiméter felett már nem olyan egyszerű elférni benne.

## Változtatások a gyártás során
Habár a DeLoreannek nem volt tipikus „évenkénti” modellfrissítése, számos változtatást hajtottak végre rajta a gyártás során. John DeLorean úgy gondolta, hogy a modellévek az autógyárak reklámfogásai voltak, amivel az autóeladásokat akarták megnövelni. Ahelyett, hogy nagy változtatásokat hajtsanak végre a modellév végén, gyártás közben valósította meg a szükséges módosításokat. Ennek az lett az eredménye, hogy az 1981-es, 1982-es és 1983-as modellév autói között nem lehet egyértelműen különbséget tenni, hanem finom apró változtatásokat hajtottak végre a DeLoreanen a rövid élete során. A legkönnyebben megfigyelhető változtatás a csomagtérfedél stílusára vonatkozik.

### Modellévjáratok
John DeLorean úgy vélte, hogy a modellévjáratok csak azért vannak, hogy a vevőkről még többet húzzanak le. Az általa elképzelt „etikus sportautó” képébe nem fért ez bele, ezért a fejlesztéseket gyártás közben folyamatosan építették bele az autókba. A gyár rövid és viharos története mellett a modellek VIN-száma (alvázszám) alapján megtudható, hogy az autó éppen milyen körülmények között készült.
A VIN-számok:
- 1981-es modellév (1981. január – 1981. november): 500–7199
- 1982-es modellév (1981. december – 1982. február): 10 001 – 11 786 (azok az 1982-esek, amelyeket még elszállítottak Amerikába)
- 1983-as modellév (1.) (1982. március – 1982. augusztus): 15 002 – 17 170 (azok az 1982-esek, amelyeket átszámoztak)
- 1983-as modellév (2.) (1982. augusztus – 1982. december): 20 001 – 20 105 (később befejezett autók)
- Jobbkormányos modellek:[m 2] (1982. május) 12 171 – 12 199

### Csomagtérfedő-stílusok
A DeLorean eredeti csomagtérfedelének mindkét oldalán végigfutott egy-egy bemélyedés. Ezenkívül, a tankolást megkönnyítendő, üzemanyag-betöltő ajtó is volt rajta. A üzemanyag-betöltő ajtót úgy készítették el, hogy a csomagtartó teljes térfogatát ki lehessen használni csomagok tárolására. Ezeknek az autóknak zárható tanksapkájuk volt a benzinlopás meggátlására. 1981-ben a üzemanyag-betöltő ajtót eltávolították az autók csomagtartójáról (a mélyedések azonban megmaradtak). A három év gyártási számai alapján ez a csomagtérfedő-stílus a leggyakoribb. Csak miután a zárható tanksapkák elfogytak, azután váltott a cég a nem zárható változatra (aminek az eredménye 500 db olyan autó lett, aminek már nem volt üzemanyag-betöltő ajtaja, de zárható volt a tanksapkája).
A csomagtérfedél végleges formája a DeLorean-logó hozzáadásával és a mélyedések eltávolításával járt, aminek az eredménye a teljesen lapos csomagtérfedő lett. Ez nem csak esztétikai, hanem praktikus okok miatt is változhatott meg, hiszen a rozsdamentes acél merev anyag és a benne lévő görbület miatt feszültség is keletkezhetett bennük, valamint a fémárkok tisztán tartása is nehezebb. A dunmurryi gyár rangidős munkásai szerint a üzemanyag-betöltő ajtó eltávolításának egyszerű és nem túl prózai magyarázata az, hogy Chuck Beningtonnak, az ügyvezető igazgatónak nem tetszett.

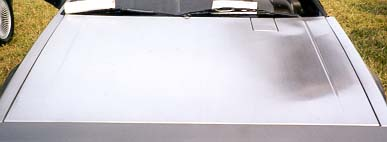
Korai 1981-es csomagtérfedés
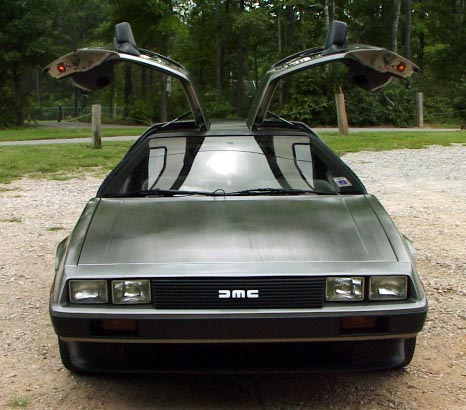
Eredeti csomagtérfedeles változat
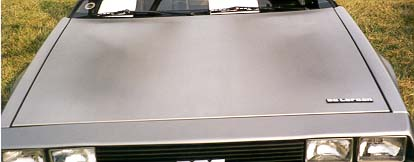
1983-as csomagtérfedél
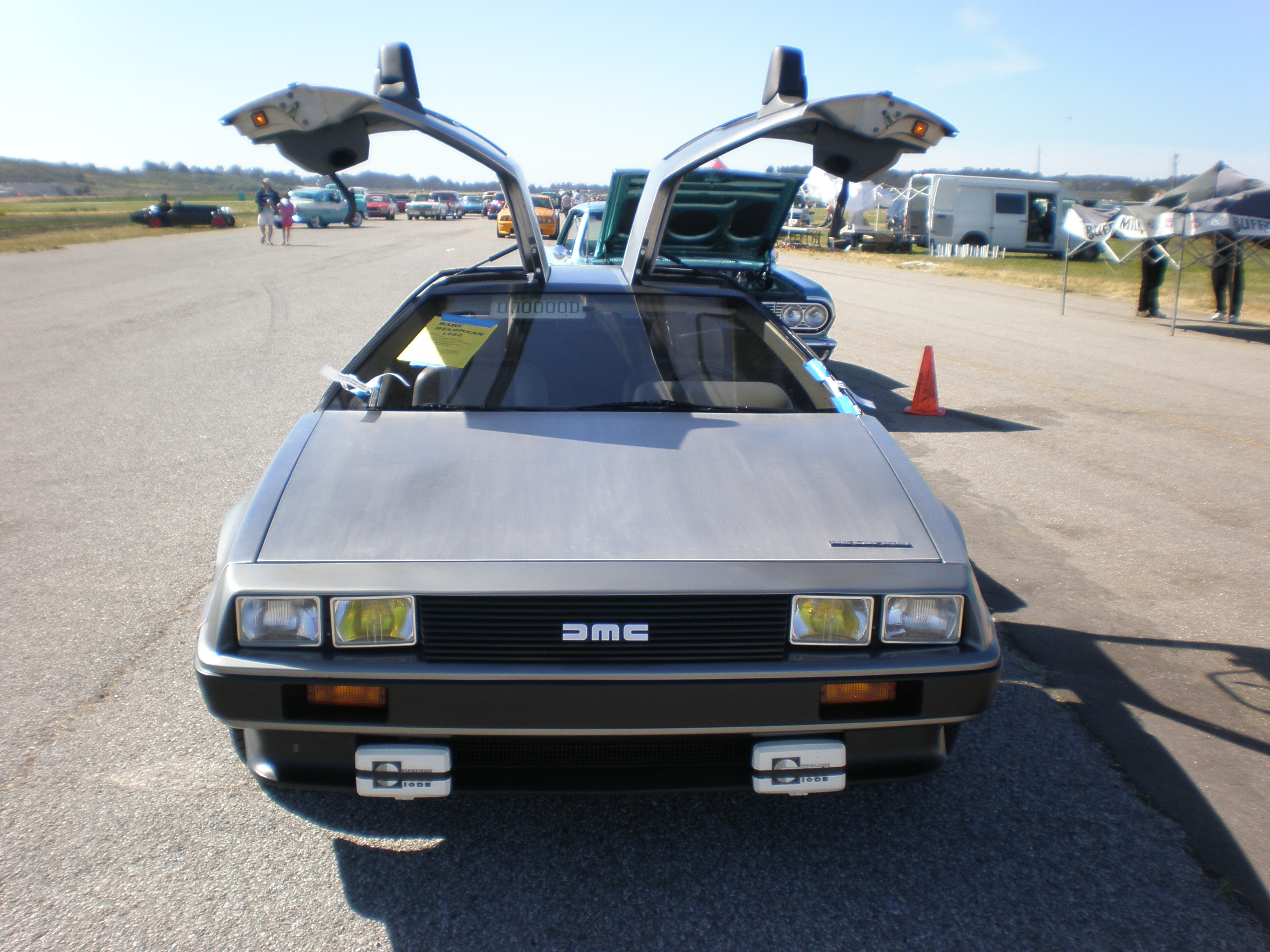
Lapos csomagtértetős példány
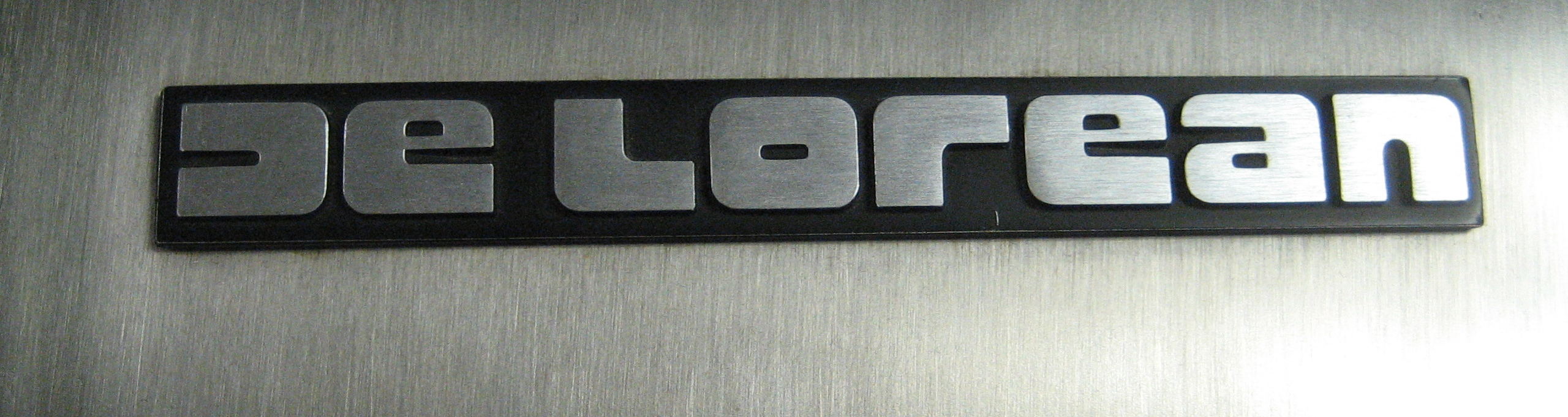
A csomagtértetőn található logó

### Egyéb változtatások
John DeLorean 193 cm magas volt, és úgy tervezte az autót, hogy kényelmes legyen egy olyan alkatú embernek is, mint ő. Az alacsonyabb emberek kedvéért lehúzópánt könnyítette meg az ajtók becsukását belülről. A lehúzópántot 1981 novemberétől gyártották kiegészítőként a korábbi autókhoz, és az ajtó behúzójához rögzítették. A késői 1981-es autóknak és az összes 1982-es és 1983-as autónak az ajtóba beépített lehúzópántja van.
A kárpit hátsó oldalkönyöklője eredetileg külön volt a belső egyéb részeitől. Gyakori volt, hogy valaki erre a részre támaszkodott beszálláskor és kiszálláskor. Ennek az lett a következménye, hogy a könyöklő levált az oldalkárpitról. A probléma elhárítására 1981 végétől a könyöklőt egybeépítették az oldalkárpittal.
A későbbi autókban lábtartót („vakpedált”) – egy nem működő pedál formájában – helyeztek el, hogy vezetés közbeni elfáradást megakadályozzák. Ez egyike azon kevés változtatásoknak, amit közvetlenül egy modellévhez lehet kötni. Csak néhány késői 1981-es autóba építették be, viszont minden 1982-től gyártott autóhoz hozzáadták.
Bár a DeLorean kerekeinek külalakja nem változott, a korai 1981-es autók kerekét szürkére festették. Ezeket színben hozzájuk illő középső kupakkal szerelték fel, domború DMC-logóval. Már 1981 elején lecserélték a kerekeket polírozott ezüstre, a kupakokat pedig feketére. A domború logót – a kontrasztosabb hatás kedvéért – ezüstre festették.
1981-ben a DeLoreant Craig rádióval szerelték; ez egy gyakori 1980-as évekbeli rádiósmagnó volt, dupla forgatógombbal. Mivel a Craigben nem volt beépített óra, beszereltek egyet a váltókar elé. Az 1982-es gyártás közepén DeLorean lecserélte a rádiót egy ASI-ra. Mivel az ASI rádióban volt óra, az órát eltávolították az autóból (a 7075-ös alvázszámúban nincs, pedig az 1981. novemberi).
Az első 2200 db autót a szélvédőbe épített antennával gyártották. Ez a fajta antenna nem bizonyult megfelelőnek az autózáshoz, így hagyományos ostorantennát szereltek a jobb első sárvédőelem külső részére. Bár így jobb volt a vétel, emiatt lyukat kellett fúrni a rozsdamentes acélba, és az antenna eléggé csúnyán nézett ki. Ennek eredményeképpen az antennát újra áthelyezték, ekkor már az autó hátsó részére. Automata antennát szereltek a bal oldali hátsó ablak mögötti rács alá. Ezek segítségével ugyanolyan jó volt a vétel, mint az ostorantennával, de teljesen eltűntek a képből, ha nem használták őket.
A DeLorean napellenzői egyik oldalukon műanyaggal, a másikon a tetőkárpit szövetével voltak beborítva. Eredetileg ezeket úgy szerelték fel, hogy alul legyen a tetőkárpit anyaga, ha nem használják a napellenzőt. Később, még 1981-ben, ezeket megfordították, hogy a műanyaggal borított oldal legyen alul.
Az eredeti Ducellier generátor, amivel a korai gyártású DMC–12-ket szállították, nem tudott elég teljesítményt biztosítani az autónak, ha minden lámpa és minden elektromos fogyasztó be volt kapcsolva; ennek eredményeképpen az akkumulátor fokozatosan lemerült, így az autó elakadt. Ez történt a DeLorean-tulajdonos Johnny Carsonnal is nem sokkal az után, hogy megajándékozták az autóval. A későbbi autókat egy nagyobb teljesítményű Motorola generátorral látták el, ami megoldotta ezt a problémát. Úgy tűnik, ez áll a duda hangminőségének javulása mögött is. A korábbi modellek gyenge hangot bocsátottak ki, ami nem volt elég hangos, hogy hatásos legyen a rendes forgalomban.

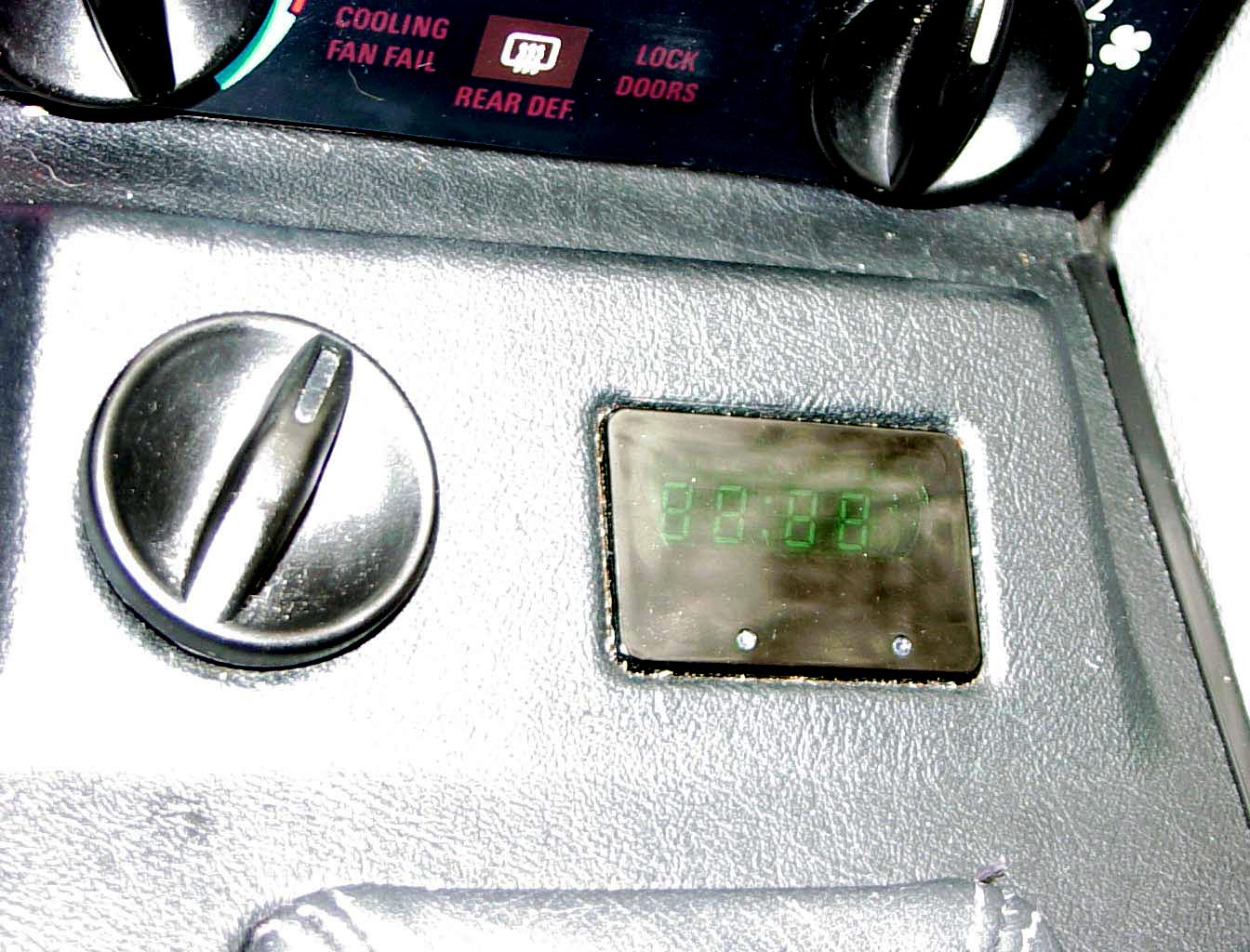
A váltókar elé szerelt óra
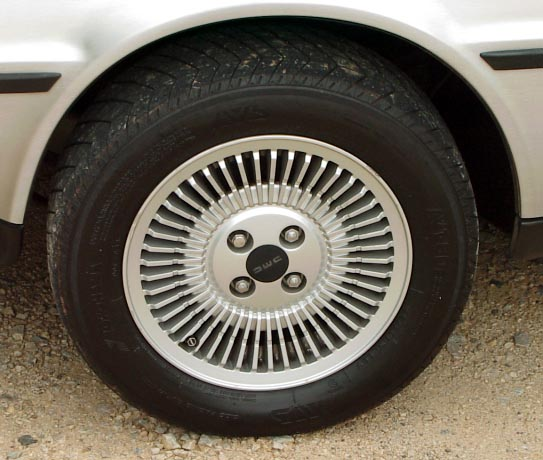
Ezüst kerék 1981 közepéről
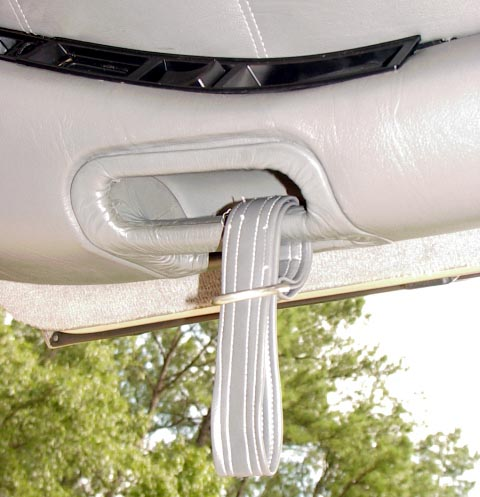
Korai ajtóbehúzó
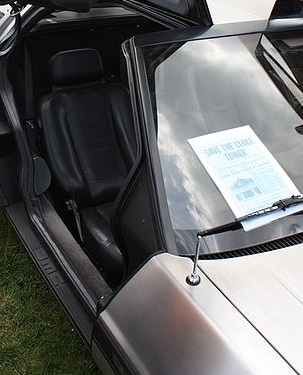
Ostorantenna a jobb első sárvédőn
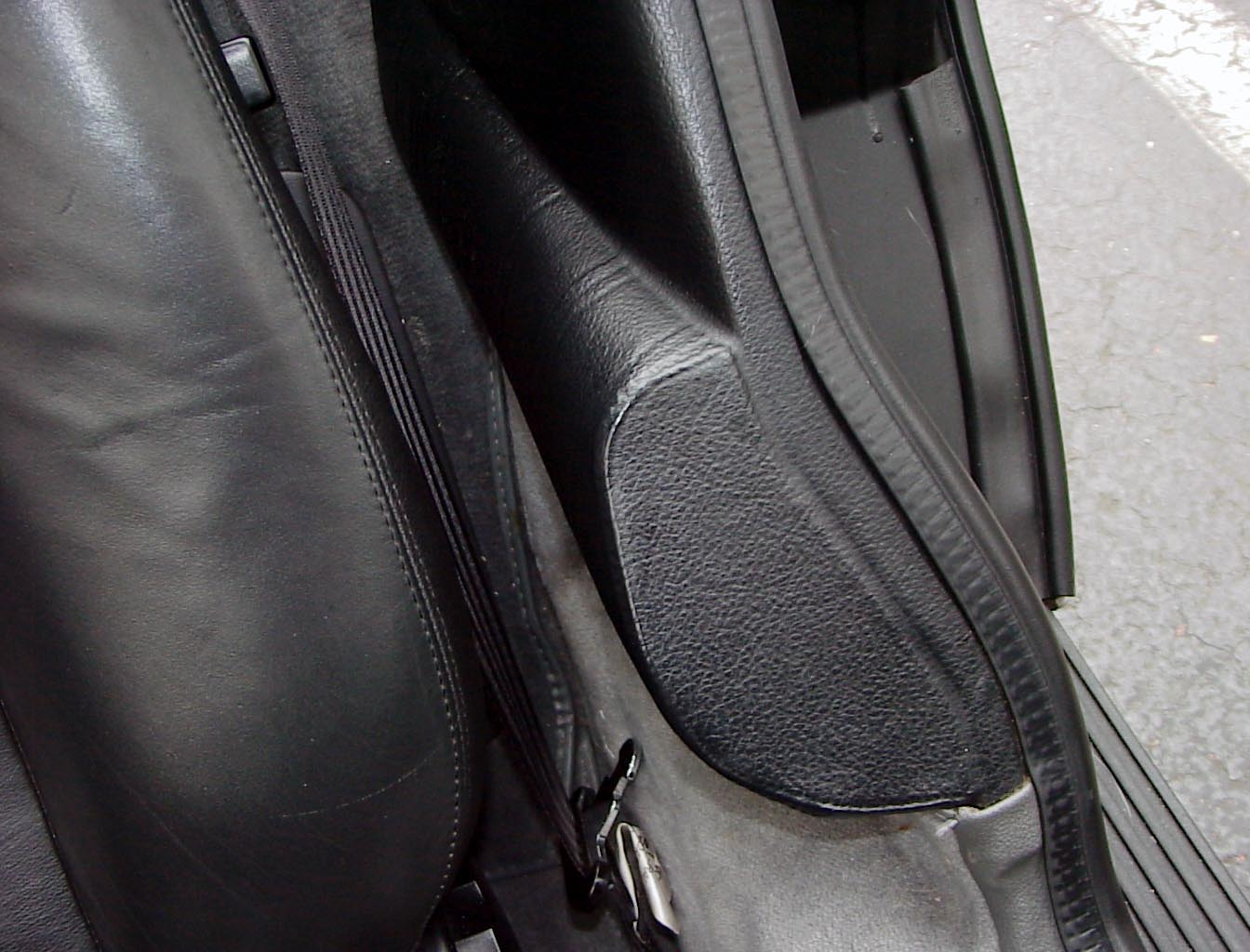
Késői egybeépített oldalsó könyöklő

## Különleges DMC–12-k

### Prototípusok
Csak egy maradt fenn a számos DeLorean-prototípus közül. A Proto 1-et teljes körűen felújították a floridai DeLorean Motor Company-ben (DMCFL).
A legutóbbi években több „nullszériás autót” is megtaláltak. Úgy gondolták, hogy ezeket az autókat, amiket a DeLorean tesztelésére használtak, annak idején megsemmisítették. Az Autocar című magazin címlapján szereplő tesztautót, amit 1981-ben a DeLorean világbemutatójára használtak, 2003-ban találták meg egy fészerben Észak-Írországban. A DeLorean gyártása az 500-as alvázszámmal kezdődött. Az 502-es és az 530-as alvázszámot a Legend Industries használta a hagyományos PRV–V6 DeLorean motor ikerturbós változatának kifejlesztéséhez. Csak egyetlen ikerturbós DeLorean létezéséről tudni, melyet az 1990-es évek végén vett meg egy magánszemély.
Az 500-as alvázszámú autót, ami arról nevezetes, hogy ez gurult le elsőként a gyártósorról 1981-ben, a Crawford Autó-Repülő Múzeumban (Crawford Auto-Aviation Museum) állították ki az ohioi Clevelandben.

### Jobbkormányos modellek
A DMC–12-ket elsősorban az amerikai piacra szánták, annak ellenére, hogy Észak-Írországban gyártották őket. Emiatt minden legyártott autó balkormányos volt. Azonban már 1981 áprilisából is előkerült olyan bizonyíték, hogy a DeLorean Motor Company tudatában volt annak, hogy szükség van jobbkormányos változatra olyan piacok ellátására, mint az Egyesült Királyság, Írország, Ausztrália, Új-Zéland és Japán.
A vállalat azzal a választással nézett szembe, hogy a semmiből megépíti a jobbkormányos modelleket, vagy a gyártás után módosítja az autókat. Az új öntőformák, a szerszámok és egy egész sereg speciális alkatrész költsége miatt, amit a jobbkormányos változat igényelne, a cég úgy döntött, hogy megvizsgálja a gyártás utáni átalakítás lehetőségét a hampshire-i Wooler-Hodec cég segítségével.
Összesen mindössze 16 jobbkormányos, a gyár által jóváhagyott DeLoreant gyártottak. Ezeket az autókat két különálló csoportra lehet osztani.

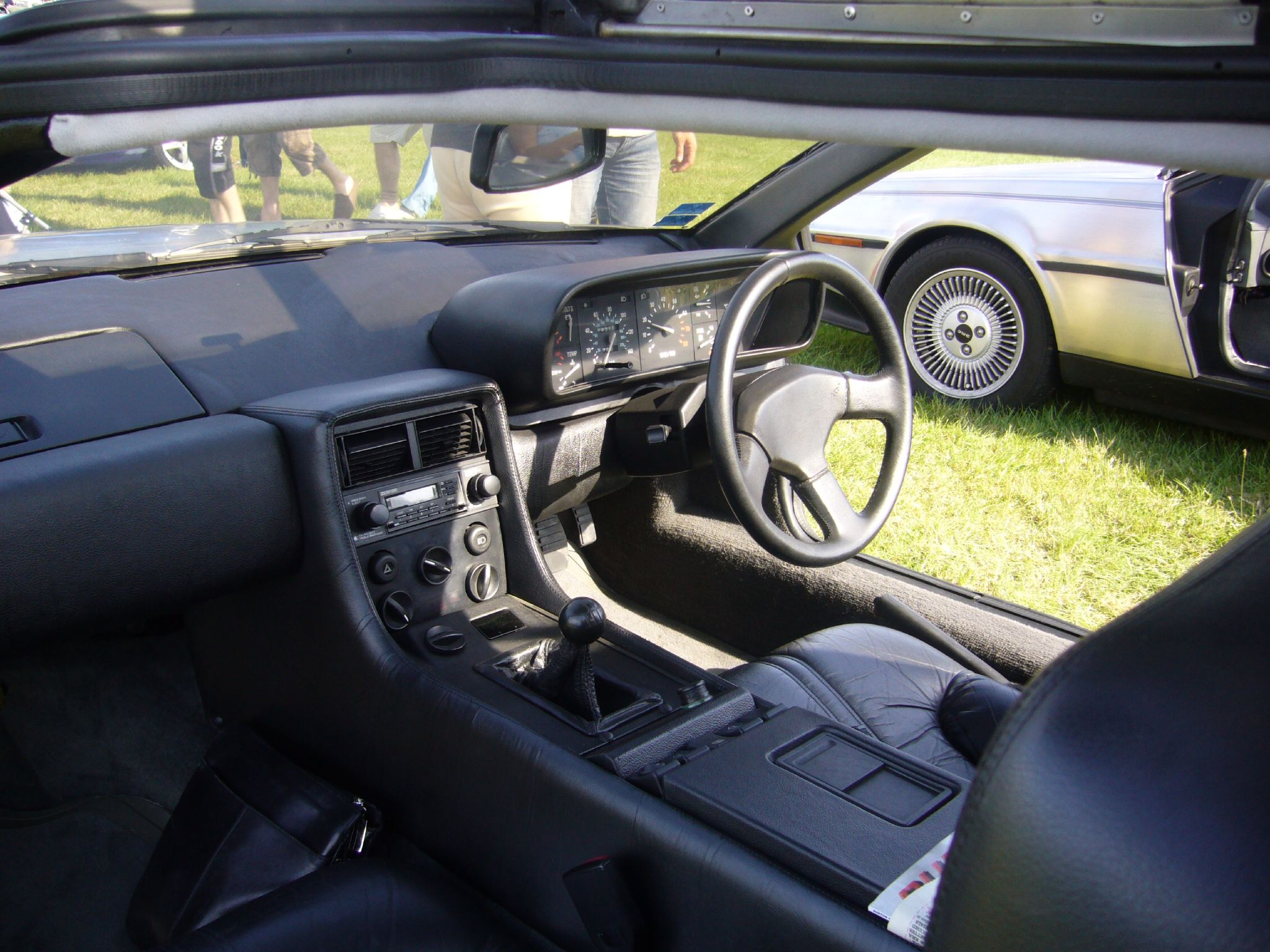
Jobb kormányos autó belső kialakítása

Az első csoport az, amit a DeLorean-rajongók úgy ismernek, mint a „Wooler-Hodec autók”, amiket az ugyanilyen nevű brit cég alakított át. Megvan a bizonyíték arra – egy DMC gyári emlékeztető formájában –, hogy 20 autót akartak átalakítani jobbkormányosra. A gyár bezárása miatt ezt a megrendelést nem teljesítették, és ma 13 jobbkormányos Wooler-Hodec autó létezik, a következő alvázszámokkal: 510, 12 171 – 12 181 és 12 199. Az 510-es alvázszámú autó volt az első ebből a csoportból, amit átalakítottak, és később eladták a gyári aukción, 1984-ben. A többi tizenkettő autót elárverezték a felszámolók 1983 elején. Ebből adódóan ezekből az autókból számosat egyszerre, „SIJ XXXX” formájú északír rendszámmal jegyeztek be. Az első csoport összes autójának fekete belseje volt, és mindben kéziváltó volt, kivéve az 12 175-ös alvázszámút. Ez az egyetlen gyári jóváhagyással jobbkormányosra alakított automataváltós autó, a tulajdonosa pedig Andrew Withers, a brit DeLorean-tulajdonosok Klubjának (DeLorean Owners Club) kommunikációs vezetője.
A második csoportot a gyár helyezte forgalomba és használta, az AXI 1697, AXI 1698 és AXI 1699 északír rendszámokkal, és ezeket hívják a rajongók az „AXI autóknak”. Ez a három autó (az 5565, 5592 és 5638 alvázszámúak) sok dologban különbözik az első Wooler-Hodec autóktól. Tetőre szerelt antennájuk és oldalsó irányjelzőjük van, viszont nem volt oldalsó helyzetjelző lámpájuk. Fehér színű volt az előre néző ajtóvilágítás rajtuk, szereltek beléjük ködlámpakapcsolót és oldalvédő csíkot a rozsdamentes elemekre. Nem látták el őket katalizátorral, illetve Lambda-szondával, mivel a brit szabályozás szerint akkor még ez nem volt szükséges. Az 5565 alvázszámú, AXI 1697 rendszámú autó egy teljesen átalakított példány volt, amit a brit autókiállításon akartak kiállítani Birminghamben 1982 októberében. Speciális, hátrafelé néző ikerkipufogója volt, nem volt rajta katalizátor és a brit előírásoknak megfelelő motorja olyan formában, ahogy a Volvo használta, de megtartva a szokásos Renault kiegészítőket. A váltó végáttételét szintén módosították 3,88:1-re a szokásos 3,44:1-ről. Figyelmet fordítottak más egyéni részletekre is, mint például a helyesen elhelyezett oldalsó visszapillantó tükrökre.
Gyakori tévhit a gyártó által jóváhagyott jobbkormányos DeLoreanekkel kapcsolatban, hogy mindet a gyáritól különböző, „Euro-spec” hátsó lámpákkal szerelték az átalakítási program részeként. Ez nem így volt, hiszen ezen autók prototípus-természetéből adódóan nem volt hivatalos típusjóváhagyásuk az Egyesült Királyságban.
A tulajdonosok, akik a korai 1980-as években vették az autóikat az árveréseken, nehézségekkel kerültek szembe, amikor rendszámot akartak tenni a kocsikra. Ekkor a DeLorean Motor Cars egyik korábbi vezetője felajánlotta, hogy módosítja és bejegyezteti az autókat, hogy lehessen őket az Egyesült Királyságban használni. Ezek a változtatások a következők voltak:
- Másfajta biztonsági övek.[60]
- Rubbolite márkájú hátsó lámpák felszerelése, amikben beépített ködlámpa is volt.[59] Ez ugyanis követelmény az Egyesült Királyságban.[61]
- A ködlámpa kapcsolóját a középkonzolra építették be, az egyik vakkapcsoló helyére.[60]
- Egyedi hátsó rendszámtáblakeret és megvilágítás.[62]
- Az első irányjelzőket lecserélték lekerekítettebb alakúra.[63]
- A hátsó oldalsó helyzetjelzőket borostyánszínűre cserélték.[64]

Legalább 9-et a 16 jobbkormányos autóból módosítottak a fentiek szerint. Mostanra a legtöbb tulajdonos visszacserélte a Rubbolite márkájú hátsó lámpákat az eredetiekre, hogy visszaállítsa az autót az eredeti állapotába. Néhány tulajdonos a rendszámtáblatartót is visszacserélte amerikai típusúra.
Volt még pár módosítás, amit a jobbormányos autók világítótestein végrehajtottak. A módosítások mértéke változó a „Wooler-Hodec autók” első csoportja és a későbbi „AXI autók” körében:
Mind a 13 Wooler-Hodec autó első irányjelzőjét átalakították oly módon, hogy jobban belesimuljon a lökhárítóba. Az autók tompított fényszóróját szintén módosították, hogy jobban balra világítsanak. A többi lámpához, úgy tűnik, nem nyúlt a Wooler-Hodec az átalakítás során.
Ezzel ellentétben a három „AXI” autón további módosítások is történtek; kisebb változtatás, hogy az első ajtófényeket borostyánról átlátszóra cserélték, viszont talán a legfontosabb módosítás az, hogy eltávolították az első és a hátsó oldalsó helyzetjelzőt. Ehelyett köralakú oldalsó irányjelzőket szereltek az első sárvédőre. Az oldalvédő csíkokat is meg kellett változtatni az oldalsó helyzetjelzők hiánya miatt.

### Aranyborítású autók

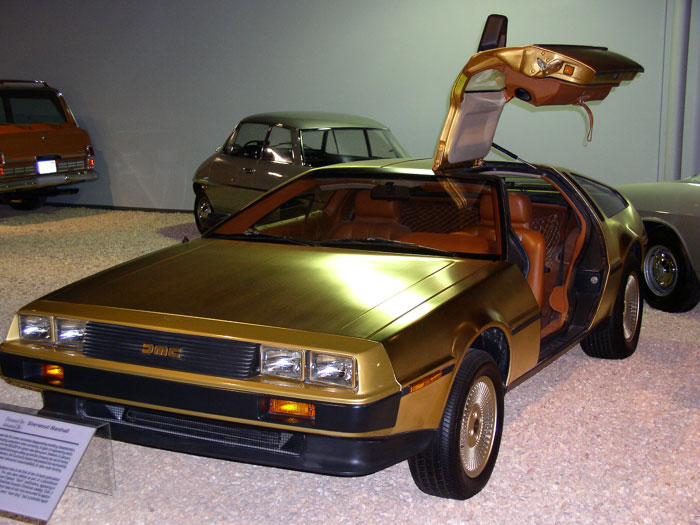
Aranyborítású DeLorean a nevadai Renóban

1981 karácsonyára a DeLorean és az American Express azt tervezte, hogy száz darab 24 karátos arannyal borított DMC–12-t ad el egy promóció keretében 85 000 dolláros áron az aranykártyás American Express-ügyfeleknek, de végül csak kettőt adtak el. Az egyik autót Roger Mize, a Snyderi Nemzeti Bank (Snyder National Bank, Texas) igazgatója vette meg. Ez a 4301-es alvázszámú autó a bank halljában állt több mint 20 évig, mielőtt kölcsönadták volna a Los Angeles-i Petersen Autómúzeum (Petersen Automotive Museum) részére. Fekete a belseje, és automataváltóval szerelték.
A másik arannyal borított American Express DMC–12-t Sherwood Marshall vette meg, egy vállalkozó, aki korábban a kanadai Királyi Haditengerészet tisztje volt. Ő a nevadai Renóban található William F. Harrah Alapítvány/Nemzeti Autómúzeum (William F. Harrah Foundation/National Automobile Museum) részére adományozta a DeLoreanjét. Ez az autó, a 4300-as alvázszámú, az egyetlen a három létező arannyal borított példány közül, aminek manuális váltója van. A belseje barna színű, és mint az aranyszínű társai, ez is egy keveset futott autó, a mérföldszámlálója 2010-ben csupán 1442 mérföldön (2321 km) állt.
Létezik egy harmadik aranyborítású autó is, aminek a számlálója 2011-ben 636 mérföldet (1024 km) mutatott, ennek az alvázszáma az utolsó a DeLoreanek közt, a 20 105, habár a végső összeszerelést az ohiói Columbusban végezték el 1983-ban. Ezt az autót azokból a pótalkatrészekből szerelték össze, amiket az American Express rendelt arra az esetre, ha a másik kettő autó megsérülne. Minden arannyal borított alkatrész megvolt, kivéve az egyik ajtót. Az autót összeszerelték, miután egy másik ajtót arannyal borítottak, bár ez az ajtó nem teljesen lett ugyanolyan színű és mintázatú, mint az autó többi része. Az autót először a Big Lots áruházlánc egyik tombolasorsolásának a nyertese kapta meg. A Consolidated International, az áruházlánc tulajdonosa 1374 darab DMC–12-t vásárolt meg a DeLorean vállalat pénzügyi nehézségei során, megszerezve ezzel a maradék készletet, miután a cég felszámolás alá került. A harmadik és egyben utolsó aranyborítású DeLoreant a marylandi La Vale-ben élő tulajdonosa 2007-ben 250 000 dollárért árulta, de nincs róla hír, hogy sikerült-e eladnia. Ennek az autónak és a renói példánynak nyeregbarna belseje van. Ezt a színt később be akarták vezetni a gyártás alatt levő autóknál is, azonban gyárilag csak ezt a két autót szerelték ezzel a színnel.
Létezik továbbá négy aranyozott DeLorean, melyeket Michael Feldman készített New Yorkban.

## Kulturális hatása

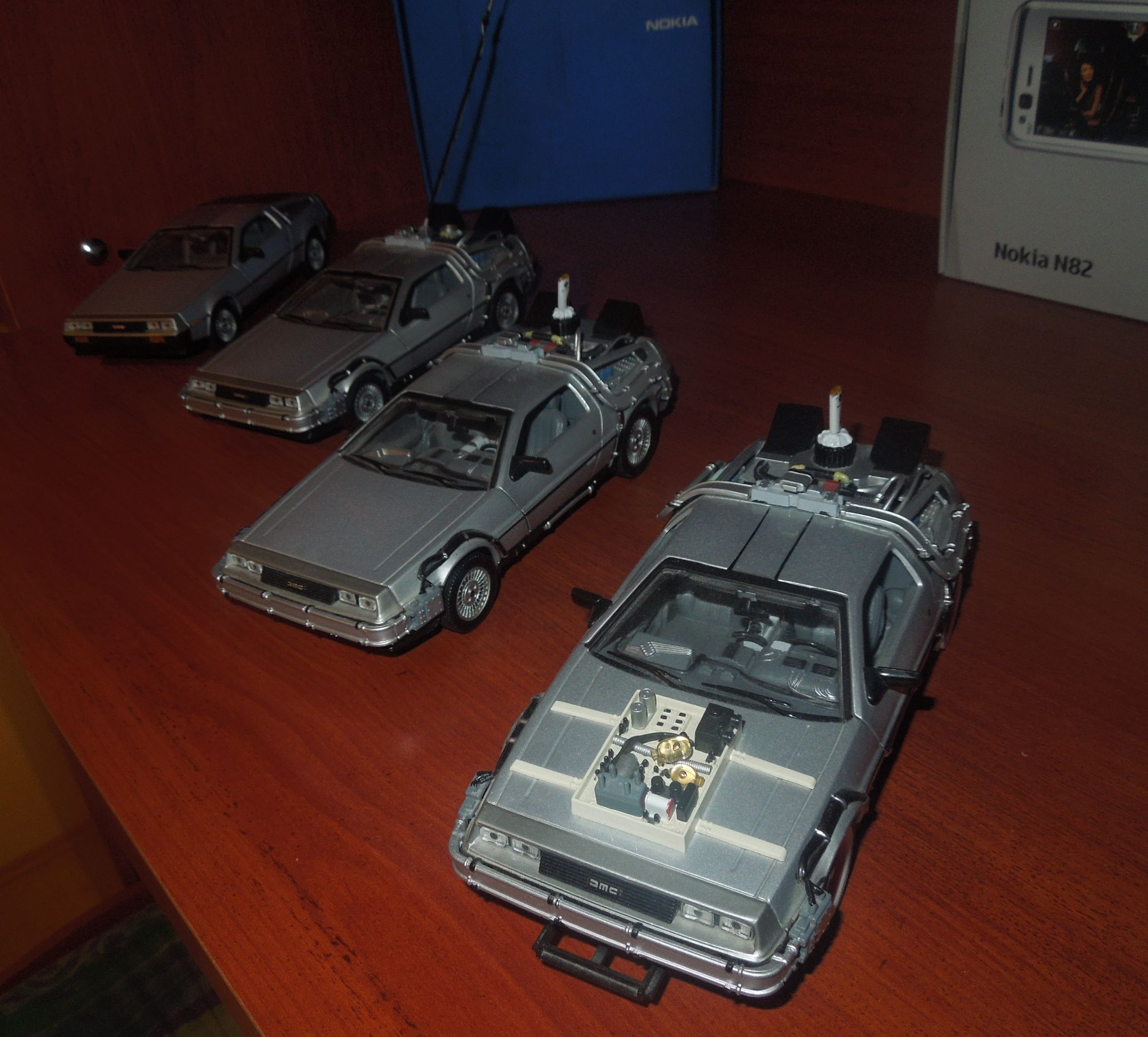
De Lorean DMC–12 modellautók, az első az eredeti, a második a Vissza a jövőbe című filmben is használt autó mása, tetején az áramszedőkkel

A DMC–12-nek sokkal nagyobb a kulturális jelentősége, mint amit elért az autóiparban. A különleges külső miatt a videóklipek, a rajzfilmek és a videojátékok kedvelt szereplője, de igazán ismert időgépként lett.
Filmes megjelenései közül kiemelkedik a Vissza a jövőbe trilógiában játszott időgép szerepe. A filmben azonban a PRV motor hangját „felülszinkronizálták” V8-as motorok hangjaival. Hat DeLorean karosszériát használtak a felvételek készítése során, valamint még egyet, ami üvegszálból készült, olyan jelenetekhez, amikor teljes méretű DeLoreanre volt szükség, hogy „repüljön” a vásznon. Csak három létezik ezekből az autókból, egyet megsemmisítettek a Vissza a jövőbe III. végén, kettőt hagytak „elrohadni”, az üvegszálas replikát pedig darabokra vágták. A megmaradt autók közül kettő a Universal Studios tulajdonában van, ezeket alkalmanként kiállítják, vagy egyéb produkciókhoz használják, az utolsó pedig magángyűjteményben van, miután teljesen restaurálták.
Az autó számos autószimulátorban, így többek között a Gran Turismo, a Forza Motorsport vagy a FlatOut sorozatok több tagjában is szerepel. Az autó feltűnik néhány pillanatra a 2 Brothers on the 4th Floor Dreams, Macklemore Thrift Shop és a Son of Dork Ticket outta Loserville című videóklipjében. Készítettek róla Hot Wheels játékautókat is.

## A jelenkor

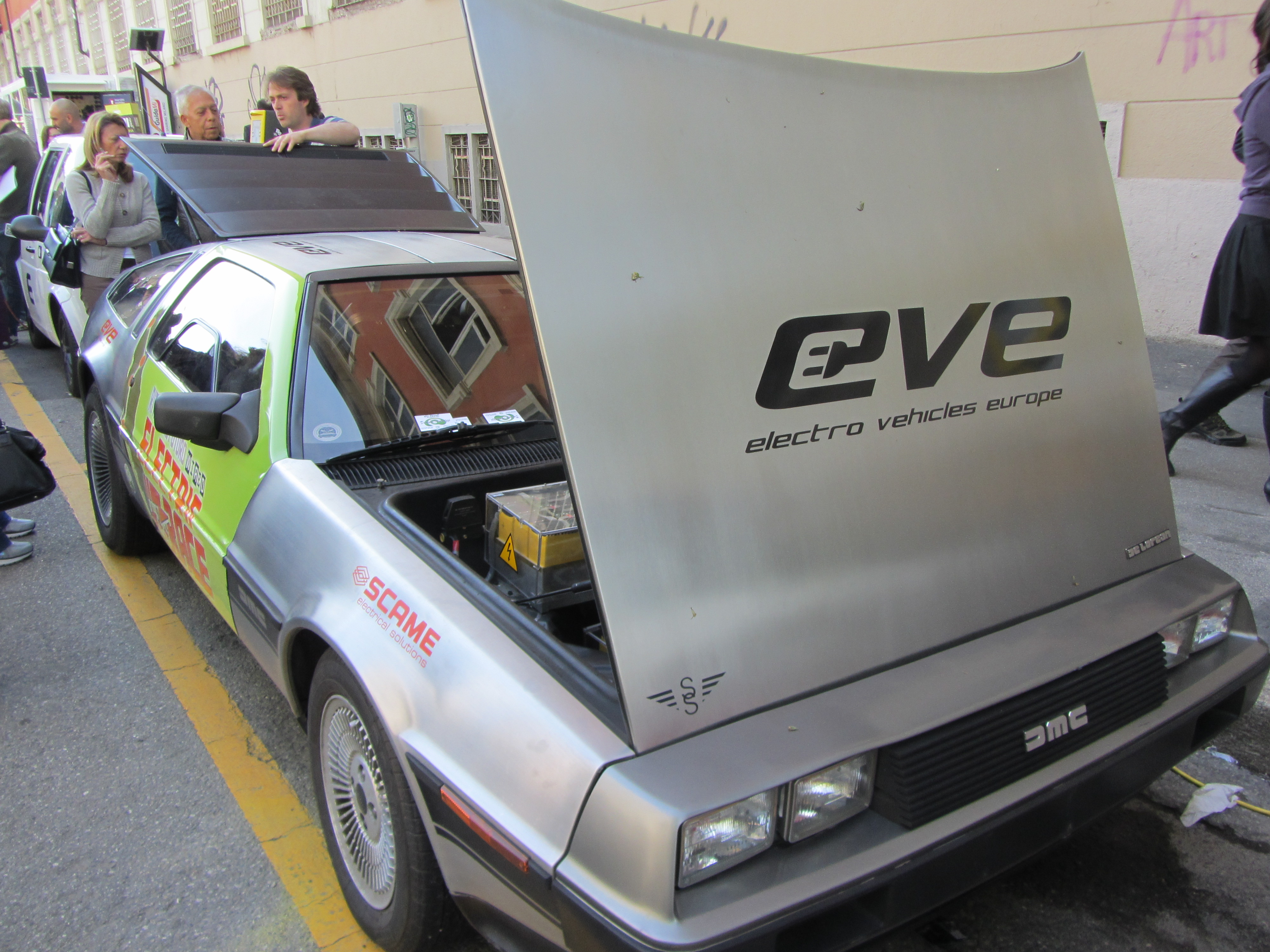
Az elektromos DeLorean (DMC EV) Milánó (2012)

Az autót hosszú időtartamra tervezték. Napjainkra még körülbelül 6500 darab DMC–12-es működhet. Európában is számos jó állapotú példány található. Magyarországon a Totalcar magazin is rábukkant 2000-ben egy megmaradt autóra.
Az autó világszerte népszerű, hiszen több rajongói és tulajdonosi klub is alakult, hogy megőrizzék ezt az autót. A ma már veteránnak számító DeLorean DMC–12-esek igazi autókülönlegességként rendszeresen feltűnnek különböző autós rendezvényeken. Az elöregedő autók restaurálása viszont gazdasági haszonnal is járhat, például szerepelt az Autókereskedők (Wheeler Dealers) sorozat 9. évadjának 3–4. epizódjában. Mike Brewer az Amerikai Egyesült Államokba utazott és DMC–12-est vásárolt, melyet felújítás után 5785 angol font haszonnal adtak el.

### A texasi DMC új építésű autói
John DeLorean nem érhette meg, hogy a texasi DMC (aminek a székhelye Humble-ban található) 2008-tól kezdett el újra gyártani DMC–12-eseket, de nagyon kis példányszámban (körülbelül húsz autót évente). Ezeknek az autóknak az alapára 57 000 dollár volt, rozsdamentes acélból készült az alvázuk, olyan választható extrákkal, mint a GPS vagy a fejlesztett „második lépcsős” motor és új belső kialakítás.
Az autók körülbelül nyolcvan százalékban a megmaradt régi raktári készlet felhasználásával, eredeti anyagok, vagy az eredeti beszállítótól származó, illetve az eredetivel megegyező utángyártott alkatrészekből és a létező VIN-alvázszámok felhasználásával készültek. Tehát az a kifejezés, hogy „megint elkezdték gyártani az autót”, félrevezető egy kicsit, hiszen az autók az eredeti vállalat által gyártott karosszériákon alapulnak és ezeknek az alvázszámát kapják meg. Az autók forgalmijában is az eredeti karosszéria gyártási éve szerepel. Ezek tehát nem teljesen új DeLoreanek, hanem újraépített autók, melyek a karosszériától indulva, fejlesztésekkel kiegészítve készülnek. A Modernkori csodák (Modern Marvels) sorozat egyik epizódja ezt a projektet mutatta be a nézőknek.
A DeLorean Motor Company 2011. október 14-én jelentette be, hogy gyártani fog új DeLoreaneket, melyekbe (DMC EV) 400 voltos váltakozó áramú, vízhűtéses motort szerelnek, ami 260 lóerő (194 kW) teljesítményű és 490 Nm nyomatékú, és ennek segítségével az autó 0-ról 100 km/h-ra 4,9 másodperc alatt tud felgyorsulni. Az elektromos autó 32 kWh-s lítiumionos akkumulátorra egyetlen feltöltéssel 160 kilométert tud megtenni, és a végsebessége 170 km/óra. Az elektromos DeLoreanek ára 2013-ban 95 000 USD.

## Fordítás
- Ez a szócikk részben vagy egészben  a   DeLorean DMC-12 című angol Wikipédia-szócikk ezen változatának fordításán alapul.  Az eredeti cikk szerkesztőit annak laptörténete sorolja fel. Ez a jelzés csupán a megfogalmazás eredetét és a szerzői jogokat jelzi, nem szolgál a cikkben szereplő információk forrásmegjelöléseként.

### Magyar nyelven
- Élet egy Deloreannel (magyar nyelven). delorean.blog.hu. (Hozzáférés: 2014. október 27.)
- A Delorean Club Magyarország fóruma (magyar nyelven). delorean.hu. (Hozzáférés: 2014. október 30.)
- A 701-es Delorean projekt (magyar nyelven). dmc701.blogspot.hu. (Hozzáférés: 2014. október 30.)
- Egy Delorean újjászületése (magyar nyelven). mairtin.blog.hu. (Hozzáférés: 2014. október 30.)
- DeLorean DMC-12 katalógusok - 1981 (magyar nyelven). ritkanlathatotortenelem.blog.hu. (Hozzáférés: 2015. február 19.)

### Angol nyelven
- DeLorean Motor Company weboldala (angol nyelven). delorean.com. (Hozzáférés: 2014. október 27.)
- DeLorean Motor City (angol nyelven). deloreanmotorcity.com. (Hozzáférés: 2014. november 10.)
- Az autó belső kialakítása / Overview of the DeLorean DMC-12. Part 1: Interior (angol nyelven). youtube.com. (Hozzáférés: 2014. október 30.)
- DeLorean DMC 12 felhasználói könyv / Owner's handbook (angol nyelven) (pdf). dmcnews.com. [2015. szeptember 23-i dátummal az eredetiből archiválva]. (Hozzáférés: 2014. október 27.)
- DeLorean DMC 12: Still awesome, 30 years on (angol nyelven). cnet.com. (Hozzáférés: 2014. november 15.)
- A VIN #05927 DeLorean felújítása/ DeLorean - Project Vixen - The Resurrection of VIN #05927 (angol nyelven). youtube.com. (Hozzáférés: 2014. október 27.)
- DeLorean DMC 12 modellek az Internet Movie Cars Database-en (angol nyelven). imcdb.org. (Hozzáférés: 2014. október 27.)

### DeLorean-klubok

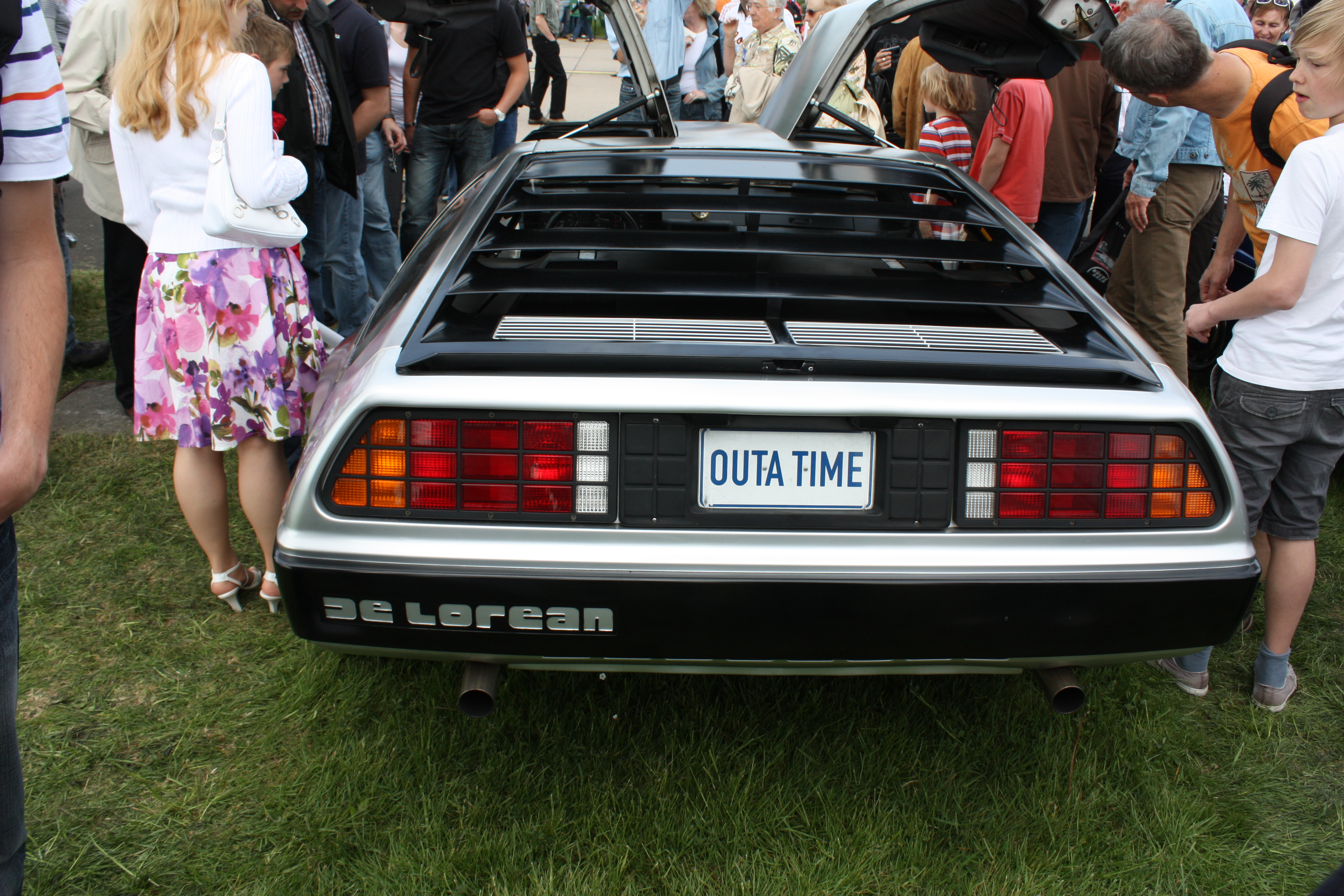
A „népszerű veterán”. Egy DMC–12 oldtimer a Bremen Airport Flugtagon 2009-ben

- Delorean Klub Magyarország weboldala (magyar nyelven). Magyarország. delorean.hu. (Hozzáférés: 2014. október 26.)
- Delorean Owners Association (angol nyelven). Amerikai Egyesült Államok. deloreanowners.org. (Hozzáférés: 2014. október 30.)
- Pacific Northwest DeLorean Club (angol nyelven). Amerikai Egyesült Államok. pndc.org. (Hozzáférés: 2014. november 10.)
- DeLorean Midwest Connection (angol nyelven). Amerikai Egyesült Államok. deloreanmidwest.com. [2014. szeptember 24-i dátummal az eredetiből archiválva]. (Hozzáférés: 2014. november 10.)
- DOC The Delorean Owners Club UK (angol nyelven). Egyesült Királyság. deloreans.co.uk. (Hozzáférés: 2014. október 30.)
- Delorean Club Deutschland (német nyelven). Németország. deloreanclub.de. (Hozzáférés: 2014. október 30.)
- DeLorean Tulajdonosok Klubja (német nyelven). Ausztria. delorean.at. (Hozzáférés: 2014. október 30.)
- DeLorean Verein Europa/Tulajdonosok és tisztelők klubja (német nyelven). Svájc. delorean.ch. (Hozzáférés: 2014. október 30.)
- Club Italiano DeLorean (olasz nyelven). Olaszország. dmc12.it. [2014. október 30-i dátummal az eredetiből archiválva]. (Hozzáférés: 2014. október 30.)
- Ontario DeLorean Owners Club (angol nyelven). Kanada. odoc.ca. [2014. december 17-i dátummal az eredetiből archiválva]. (Hozzáférés: 2014. október 30.)
- DeLorean Owners Club Japan / デロリアン　オーナーズ　クラブ　ジャパン　ホームページ (angol, japán nyelven). Japán. geocities.jp. [2014. október 30-i dátummal az eredetiből archiválva]. (Hozzáférés: 2014. október 30.)